# Salvinorin B etoksimetil etar
Salvinorin B etoksimetil etar (2-Etoksimetil salvinorin B, 2-EtOMe-Sal B) je semi-sintetički analog prirodnog proizvoda salvinorina A. Njegova dužina trajanja je oko 3 sata, dok je dužina trajanja salvinorina A 30 minuta. On ima povišeni afinitet i unutrašnju aktivnost na κ-opioidnom receptoru. Poput srodnog jedinjenja herkinorina, 2-etoksimetil salvinorina B je formiran iz salvinorina B, koji nastaje deacetilacijom salvinorina A. Dok su oba jedinjenja, salvinorin A i salvinorin B, nađena u biljci Salvia divinorum, salvinorin A je prisutan u većim količinama.
Salvinorin B etoksimetil etar ima  od 0.32 nM na κ opioidnom receptoru, i oko 3,000 puta je selektivniji nego za μ- i δ-opioidni receptore, što ga čini jednim od najpotentnijih i selektivnijih kapa agonista dosad otkrivenih. U životinjskim studijama on potpuno zamenjuje salvinorin A i sintetički kapa agonist U-69593, i aktivan je u niskim dozama kao što je 0.005 . U humani biotestovima je utvrđeno da ovo jedinjenje ima aktivnost od 50 .

## Literatura
1. ↑  Lee DY, Karnati VV, He M, Liu-Chen LY, Kondaveti L, Ma Z, Wang Y, Chen Y, Beguin C, Carlezon WA, Cohen B (2005). „Synthesis and in vitro pharmacological studies of new C(2) modified salvinorin A analogues”. Bioorganic & Medicinal Chemistry Letters. 15 (16): 3744—7. PMID 15993589. doi:10.1016/j.bmcl.2005.05.048.
2. ↑  Medana C, Massolino C, Pazzi M, Baiocchi C (2006). „Determination of salvinorins and divinatorins in Salvia divinorum leaves by liquid chromatography/multistage mass spectrometry”. Rapid Communications in Mass Spectrometry : RCM. 20 (2): 131—6. PMID 16331747. doi:10.1002/rcm.2288.
3. ↑  Munro TA, Duncan KK, Xu W, Wang Y, Liu-Chen LY, Carlezon WA, Cohen BM, Béguin C (2008). „Standard protecting groups create potent and selective kappa opioids: salvinorin B alkoxymethyl ethers”. Bioorganic & Medicinal Chemistry. 16 (3): 1279—86. PMC 2568987 . PMID 17981041. doi:10.1016/j.bmc.2007.10.067.
4. ↑  Baker LE, Panos JJ, Killinger BA, Peet MM, Bell LM, Haliw LA, Walker SL (2009). „Comparison of the discriminative stimulus effects of salvinorin A and its derivatives to U69,593 and U50,488 in rats”. Psychopharmacology. 203 (2): 203—11. PMID 19153716. doi:10.1007/s00213-008-1458-3.
5. ↑  First Look at a New Psychoactive Drug:Symmetry (salvinorin B ethoxymethyl ether). The Entheogen Review. 16 (4): 136—45. 2008. Недостаје или је празан параметар |title= (помоћ).

|  | Molimo Vas, obratite pažnju na važno upozorenje u vezi sa temama iz oblasti medicine (zdravlja). |